# Еван Стоун
Е́ван Сто́ун (англ. Evan Stone, справжнє ім'я — Томас Райан, англ. Thomas Ryan; нар. 18 липня 1964 року, Техас, США) — американський порноактор і режисер.

## Біографія та кар'єра
Еван Стоун виріс в Далласі, штат Техас, його прийомний батько був пожежним.
Перш ніж почати свою кар'єру в порноіндустрії Еван Стоун працював на бойні, водієм навантажувача в компанії Pepsi-Cola, черговим бензоколонки і автомеханіком, телефонним колектором, стриптизером і танцюристом екзотичних танців.
У 2002 році він з'явився в епізоді Повернення братства кільця в дві вежі, 6 Сезону, американського мультсеріалу South Park.
У 2011 році він був визнаний CNBC однією з 12 найпопулярніших зірок в порно, будучи єдиним чоловіком в списку.
За свою кар'єру Еван Стоун знявся більш ніж в 1270 фільмах.

## Приватне життя
З 2002 по 2004 був одружений з американською порноакторкою Джесікою Дрейк.

## Премії і номінації
- 2001 AVN Award — Best Actor (Film) — Adrenaline
- 2004 AVN Award — Best Actor (Videos) — Space Nuts
- 2006 AVN Award — Best Actor (Video) — Pirates[10]
- 2007 AVN Award — Best Actor (Video) — Sex Pix[11]
- 2008 AVN Award — Male Performer of the Year[12]
- 2008 AVN Award — Best Group Sex Scene, Film — Debbie Does Dallas… Again[13]
- 2008 F.A.M.E. Award — Favorite Male Star[14]
- 2008 Night Moves Adult Entertainment Award — Best Male Performer, Editors' Choice[15]
- 2008 XRCO Award — Male Performer Of The Year[16]
- 2008 XBIZ Award: Male Performer of the Year[17]
- 2009 AVN Award — Best Actor — Pirates II[18]
- 2009 °F.A.M.E. Award — Favorite Male Star[19]
- 2009 XRCO Award — Single Performance, Actor — Pirates II[20]
- 2009 Hot d'Or — Best American Actor — Pirates II[21]
- 2010 XBIZ Award — Acting Performance of the Year, Male — This Ain't Star Trek[22]
- 2010 XRCO Award — Male Performer Of The Year[23]
- 2010 XRCO Hall of Fame inductee[23]
- 2010 °F.A.M.E. Award — Favorite Male Star[24]
- 2011 AVN Hall of Fame inductee[25]
- 2011 AVN Award — Best Supporting Actor — Batman XXX: A Porn Parody[26]
- 2011 AVN Award — Male Performer of the Year[26]